# Bolek i Lolek
Bolek i Lolek – dwaj tytułowi bohaterowie jednego z najpopularniejszych polskich seriali animowanych dla dzieci.

## Historia
Twórcą utworu i jego koncepcji, inicjatorem serii, pierwotnym autorem i współautorem opracowania utworu w formie projektów plastycznych był Władysław Nehrebecki. Synowie Władysława Nehrebeckiego, Jan i Roman, oraz sam autor w licznych wywiadach, oświadczeniach i wspomnieniach podają, że inspiracją dla stworzenia utworu były zabawy synów autora i że ich ówczesne figle i psoty były natchnieniem powstających od 1962 roku scenariuszy do tej serii. W pierwotnym zamyśle Nehrebeckiego Bolkiem miał być niższy i grubszy chłopiec, Lolkiem wyższy i szczuplejszy. Twórca został jednak przegłosowany przez radę artystyczną studia.
Sam Władysław Nehrebecki w wywiadzie udzielonym „Gazecie Południowej” w 1977 mówi o tym, że inspiracją do tworzenia filmów z serii Bolek i Lolek były także pomysły wysyłane do studia przez dzieci, a postaci Bolka i Lolka „odpowiadały jego synom nie zewnętrznie, ale pewnymi cechami charakteru, które w filmie zostały wyolbrzymione i dodatkowo wzbogacone” Imiona postaci nawiązują do przedwojennego polskiego filmu Bolek i Lolek z 1936 roku w reżyserii Michała Waszyńskiego, w którym obie tytułowe postacie grał Adolf Dymsza, ulubiony aktor Władysława Nehrebeckiego. Autorami rysunkowego wizerunku głównych bohaterów (Bolek – czerwone szorty, żółta bluza, wyższy i szczuplejszy, Lolek – fioletowe spodnie na szelkach, biały podkoszulek, niższy i tęższy) byli Alfred Ledwig, Leszek Lorek i Władysław Nehrebecki. Za montaż, dźwięk i efekty odpowiadali Otokar Balcy i Alojzy Mol. Kompozytorem najbardziej znanego motywu muzycznego jest Waldemar Kazanecki, oprócz niego muzykę do filmu napisał Tadeusz Kocyba.
Seria Bolek i Lolek została zainicjowana w 1962 roku. Pomysł stworzenia serii był odpowiedzią na rozwój polskiej telewizji. W wywiadzie udzielonym Marii Malatyńskiej w Magazynie Filmowym Nr.8 z 1971 roku Władysław Nehrebecki wyraźnie wskazuje inspiracje i genezę swoich bohaterów. Założeniem było stworzenie dwóch bohaterów przeżywających podwórkowe przygody, wcielając się w postacie znane z literatury młodzieżowej i z filmów w zabawach, w których ulega zatarcie między fantazją a fikcją. W pierwszym filmie Kusza (1963), którego scenariusz  chłopcy wcielają się w postać Wilhelma Tella. W założeniach film miał przestrzegać przed zabawami z bronią. Obraz ten w reżyserii Władysława Nehrebeckiego otrzymał nagrodę na festiwalu w Gottwaldowie. Wszystkie filmy z Bolkiem i Lolkiem powstały w Studio Filmów Rysunkowych w Bielsku-Białej. Przez 23 lata nakręcono ponad 150 odcinków w 10 seriach oraz dwa filmy pełnometrażowe. Najobszerniejsza seria to Przygody Bolka i Lolka, która zawiera 63 odcinki. Pozostałe serie nie są tak obszerne, ale bazują na jednym ściśle określonym temacie, np. podróże po świecie, spędzanie wolnego czasu. Przy realizacji jednego odcinka pracowało około 20 osób. Zajmowało im to kilka miesięcy.
Duet bohaterów szybko zdobył sympatię młodych i starszych widzów. Filmy z ich udziałem odniosły wielki sukces w kraju i za granicą. W 1973 twórcy filmu wprowadzili na życzenie żeńskiej części widowni nową postać – Tolę. Pierwszy raz wystąpiła w odcinku zatytułowanym „Tola”. W sumie pojawiła się w 30 odcinkach.
Większość odcinków nie posiada dialogów. Wyjątkiem jest film pełnometrażowy Wielka podróż Bolka i Lolka i wyprodukowane już po śmierci Władysława Nehrebeckiego film montażowy Bolek i Lolek na Dzikim Zachodzie i  serie z lat 80 Olimpiada Bolka i Lolka oraz Bolek i Lolek w Europie, gdzie głównym bohaterom głosu użyczały: Bolkowi – Ewa Złotowska, Ilona Kuśmierska, Lolkowi – Danuta Mancewicz, Danuta Przesmycka.
Film Wielka podróż Bolka i Lolka (1977) był pierwszym polskim pełnometrażowym filmem animowanym. W tejże produkcji po raz pierwszy Bolek i Lolek przemówili na ekranie. Nad filmem pracowało około 30 osób, a w końcowej fazie produkcji nawet 50. Realizacja filmu trwała trzy lata. Tam też pojawiła się postać Jeremiasza – negatywnego bohatera, który miał być wykorzystany w kolejnych seriach z Bolkiem i Lolkiem w tym m.in. Podróże kosmiczne. Do realizacji Podroży kosmicznych nie doszło, zamiast tego wyprodukowano serię Bolek i Lolek wśród górników. Film wzbudził zainteresowanie amerykańskiej wytwórni Columbia, z którą Studio Filmów Rysunkowych zawarło pierwsze kontrakty. Spór o prawa autorskie do projektu plastycznego postaci przekreślił plany współpracy z amerykańską wytwórnią.
Ostatnie filmy o Bolku i Lolku nakręcono w 1986 roku. Były to trzy filmy montażowe złożone z kilku odcinków z serii Bolek i Lolek na wakacjach i Bajki Bolka i Lolka rozdzielonych komentarzami oraz Bolek i Lolek na Dzikim Zachodzie złożony z odcinków połączonych dokrętkami. Filmy te zostały wyprodukowane bez zgody i przy sprzeciwie żony Władysława Nehrebeckiego – Elżbiety, która odmówiła Studiu sprzedaży praw do realizacji tych filmów. SFR świadomie zignorowało jej wolę jako jedynej osoby uprawnionej do wykonywania nadzoru nad dorobkiem zmarłego męża.
Filmy z przygodami niezapomnianego duetu chętnie oglądają kolejne pokolenia. W zorganizowanym przez TVP i „Gazetę Wyborczą” w 1997 roku plebiscycie Dobranocka wszech czasów Bolek i Lolek zajęli pierwsze miejsce przed Smerfami (II miejsce) i Wilkiem i zającem (III miejsce). Obecnie Bolek i Lolek pojawiają się często w książeczkach, kolorowankach, grach i programach komputerowych. W okresie PRL-u również produkowano dużą ilość zabawek: figurki, filmy na przezroczach i taśmie 8 mm, pocztówki, gry zręcznościowe, układanki z klocków i wiele innych.
19 maja 2011 w Bielsku-Białej odsłonięto pomnik Bolka i Lolka.
W trakcie produkcji filmów z Bolkiem i Lolkiem powstał 1 film pełnometrażowy oraz 3 montażowe. Łączna liczba wszystkich odcinków krótkometrażowych (w tym 9 edukacyjnych) wynosi 183.

## Spór o prawa autorskie
Postaci Bolka i Lolka były przedmiotami niemal trzydziestoletniego sporu o prawa autorskie do projektu plastycznego. W 1975 roku po raz pierwszy, po wyjściu z więzienia, o ustalenie praw autorskich do postaci Bolka i Lolka w ujęciu plastycznym wystąpił do sądu Alfred Ledwig (Alfred Ledwig, na płatne zlecenie organizacji opozycyjnej, dorysował orłowi koronę na ulotce niepodległościowej, za tę działalność został skazany na półtora roku więzienia, z czego w więzieniu spędził 7 miesięcy). Z pozwem wzajemnym wystąpił Władysław Nehrebecki. Po opuszczeniu więzienia Ledwig nie został ponownie zatrudniony w Studiu Filmów Rysunkowych. Postanowił wyjechać do RFN. Przed wyjazdem sprzedał Studiu Filmów Rysunkowych licencję na kontynuowanie serii, którą wycofał po uzyskaniu niemieckiego paszportu w 1981 roku. Na emigracji przebywał do śmierci, zmarł w roku 2006. Przebywając w Niemczech, udzielał licencji na korzystanie z wizerunku Bolka i Lolka przedsiębiorstwom takim jak Victory media czy Logoshirt, nie stosując się do prawomocnych wyroków sądów polskich dotyczących autorstwa postaci. W 1993 roku bez porozumienia z pozostałymi twórcami udzielił licencji polskiemu przedsiębiorstwu PiK. Na wniosek Marzeny Nehrebeckiej, Sąd Apelacyjny w Katowicach zakazał Ledwigowi udzielania licencji, nakazał przeprosiny oraz zasądził karę pieniężną.
W 1994 roku Alfred Ledwig został rehabilitowany. W 1997 rozpoczął się nowy proces o ustalenie praw autorskich. Alfred Ledwig domagał się przyznania 95% praw do obu postaci, podpierając się fałszywymi oświadczeniami i zakupionymi od Leszka Lorka prawami do postaci Lolka, którego rzekomo stworzył Lorek. Spór został ostatecznie rozstrzygnięty w roku 2004. Sąd Najwyższy utrzymał w mocy postanowienie, iż udział w prawach majątkowych do postaci plastycznych będzie dzielić się po równo między Alfredem Ledwigiem, Leszkiem Lorkiem i Władysławem Nehrebeckim. Obecnie nad postaciami czuwa wyznaczony przez sąd niezależny prawnik. Historia sporu została przedstawiona w filmie dokumentalnym Bolek i Lolek dla dorosłych (reżyseria Bożena Garus-Hockuba, rok produkcji 1997) oraz na blogu córki Władysława Nehrebeckiego, Marzeny. Po śmierci Władysława Nehrebeckiego Studio Filmów Rysunkowych zwróciło się o zgodę na kontynuację produkcji do jego spadkobierców. Elżbieta Nehrebecka, druga żona zmarłego w stanowczy sposób odmówiła sprzedaży przysługujących jej 50% udziałów, zakazując SFR dalszych produkcji. Synowie Jan i Roman scedowali natomiast na SFR swoje prawa. SFR nie dysponując kompletem praw wyprodukowało film montażowy Bolek i Lolek na Dzikim Zachodzie składający się z odcinków serii pod tym samym tytułem uzupełniając je dokrętkami, serię Olimpiada Bolka i Lolka, serię Bolek i Lolek w Europie, filmy montażowe Sposób na wakacje Bolka i Lolka i Bajki Bolka i Lolka usuwając z nich plansze z nazwiskami twórców odcinków. W 1998 roku Jan i Roman Nehrebeccy wypowiedzieli SFR cesję ze względu na nieporozumienia w interpretacji zapisów umowy cesji praw. W dniu 6 lipca 1981 zezwolenie na wykorzystanie wizerunku plastycznego postaci Bolka i Lolka w imieniu własnym i Leszka Lorka podpisał Alfred Ledwig. 7 czerwca 1982, tuż po opuszczeniu PRL, uchylił się od skutków prawnych umowy. Wyrokiem IC 970/93 Sądu Wojewódzkiego w Bielsku-Białej z 7 grudnia 1994 wniosek SFR o uznanie oświadczenia woli Ledwiga za bezskuteczne został oddalony. Historia naruszeń została opisana na blogu córki Władysława Nehrebeckiego – Marzeny w artykule „Nie uśmiechaj się do dziecka”. Alfred Ledwig wystąpił również z pozwem przeciwko Studio Filmów Rysunkowych domagając się zakazania pozwanemu dalszego eksploatowania postaci Bolka i Lolka w szczególności na nośnikach CD i DVD. Po wielu odwołaniach Sąd Najwyższy uznał, iż prawa powoda zostały naruszone, a bajki na cyfrowych nośnikach sprzedawane były nielegalnie bowiem SFR dysponowało jedynie prawem do eksploatowania filmów na taśmie światłoczułej. Wprawdzie wyrokiem I CSK 33/10 z dnia 2 grudnia 2010 roku Sąd Najwyższy zmienił kwalifikacje i wykładnię praw producenta do eksploatacji dzieł powstałych przed 1994, jednak dotyczyło to filmu Rejs i nie odniosło skutków prawnych w stosunku do uprzednio wydanego wyroku.

## Próby kontynuacji serii
Trwający spór o prawa autorskie do postaci Bolka i Lolka przez wiele lat uniemożliwiał realizację nowych filmów z serii. Mimo to w 1998 roku Roman Nehrebecki, syn Władysława Nehrebeckiego, oraz Marian Cholerek, reżyser wielu filmów z Bolkiem i Lolkiem, rozpoczęli pracę nad nową serią o przygodach Tolka i Olka, kuzynów Bolka i Lolka. W 1998 roku ukazał się komiks Przygody kuzynów Bolka i Lolka – Sensacyjne odkrycie  według scenariusza Romana Nehrebeckiego, z ilustracjami Cholerka. Była to jednorazowa publikacja, która nie odniosła sukcesu. Wydawania komiksu nie kontynuowano. W maju 1999 roku wypuszczono pierwszy film z Tolkiem i Olkiem trwający 1 minutę. Od 2000 roku trwały prace nad filmem pełnometrażowym, który nie został ukończony. Według wypowiedzi Romana Nehrebeckiego, w marcu 2006 roku film był gotowy w 30%. W planach była także realizacja 26-odcinkowego serialu telewizyjnego.
Zakończenie sporu o prawa autorskie otworzyło drogę do kontynuacji serii. W styczniu 2011 roku poinformowano o pracy nad nowym filmem pełnometrażowym z udziałem Bolka i Lolka pod roboczym tytułem Kosmiczna podróż Bolka i Lolka według scenariusza Romana Nehrebeckiego i Piotra Skuchy. Jego produkcją zajmowało się studio Sol-Anima z siedzibą w Bielsku-Białej, założone przez Romana Nehrebeckiego. Film miał być połączeniem tradycyjnej animacji z technologią 3D. Wówczas gotowe było 30% 85-minutowego filmu. Dnia 19 stycznia 2011 roku, pięć dni przed pojawieniem się informacji medialnych na temat filmu, Sąd Rejonowy w Bielsku-Białej ogłosił upadłość spółki Sol-Anima. W czerwcu 2011 r. potwierdzono, że produkcja napotyka na problemy finansowe. W lipcu 2011 roku Sąd Gospodarczy w Bielsku-Białej zmienił postanowienie o ogłoszeniu upadłości Spółki Sol-Anima obejmującej likwidację majątku na postanowienie o ogłoszeniu upadłości z możliwością zawarcia układu. Od 1 lutego 2015 spółka znajduje się w likwidacji, zaś 11 stycznia 2017 została wykreślona z rejestru przedsiębiorców.
W 2025 roku firma Under Ski Tower ogłosiła produkcję pełnometrażowego filmu animowanego Bolek i Lolek: Sekret El Dorado. Premiera jest planowana na 2028 rok.

## Informacje dodatkowe

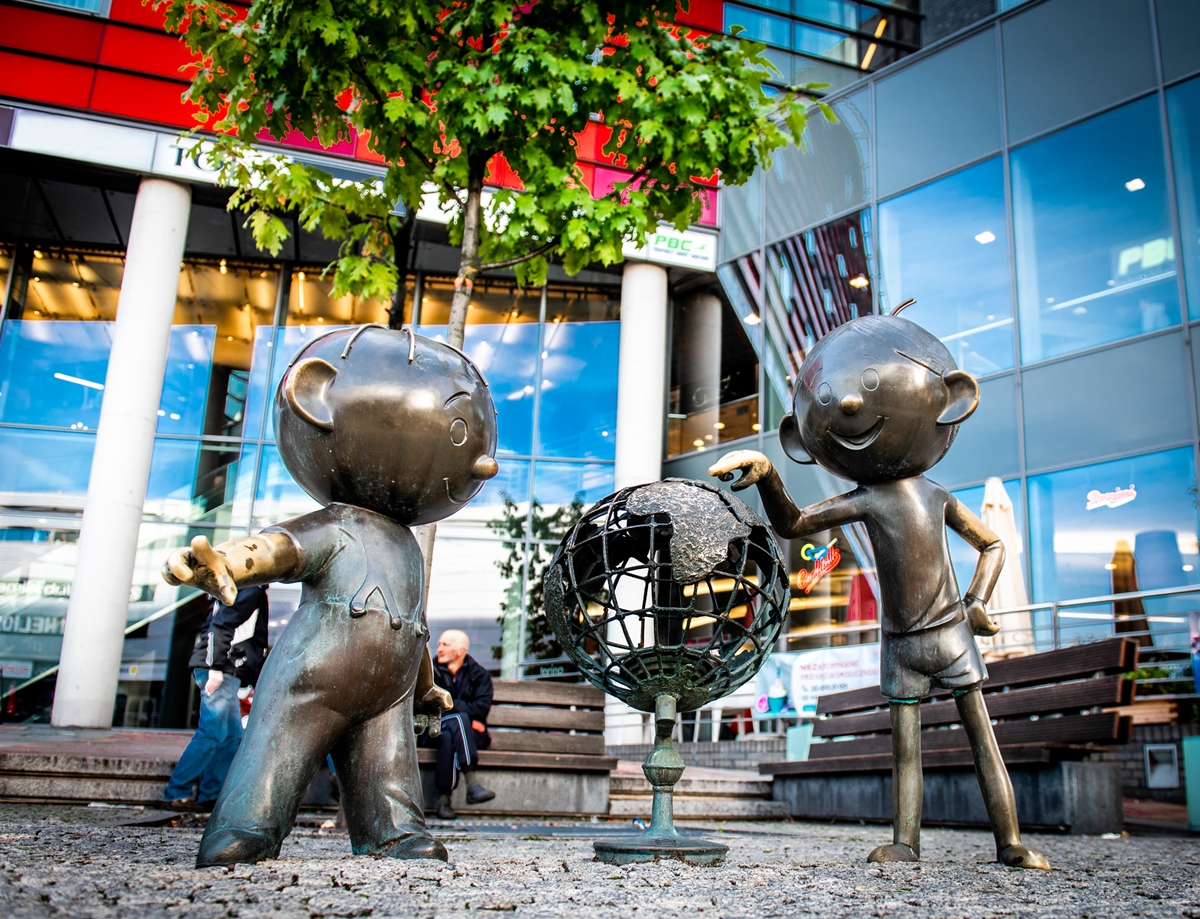
Pomnik Bolka i Lolka w Bielsku-Białej (2018)

- Serial był jedną z niewielu produkcji europejskich dopuszczoną do emisji w Iranie po rewolucji islamskiej w 1979 roku[19].
- W Łodzi w 1984 r. powstały 2 budynki wielorodzinne – przy ul. Zamenhofa 1/3 i 5. Ich nazwy – „Bolek” i „Lolek” – wytypowane przez czytelników Dziennika Łódzkiego, stanowią nawiązanie do bohaterów serialu[25]

## Filmografia

### Serie
1. Bolek i Lolek (13 odcinków) – 1963–1964
2. Bolek i Lolek na wakacjach (13 odcinków) – 1965–1966
3. Bolek i Lolek wyruszają w świat (18 odcinków) – 1968–1970
4. Bajki Bolka i Lolka (13 odcinków) – 1970–1971[26]
5. Bolek i Lolek na Dzikim Zachodzie (7 odcinków) – 1972
6. Przygody Bolka i Lolka (63 odcinki) – 1972–1980
7. Zabawy Bolka i Lolka (7 odcinków) – 1975–1976
8. Wielka podróż Bolka i Lolka (15 odcinkowa telewizyjna wersja filmu pełnometrażowego pod tym samym tytułem) – 1978
9. Bolek i Lolek wśród górników (7 odcinków) – 1980
10. Olimpiada Bolka i Lolka (13 odcinków) – 1983–1984
11. Bolek i Lolek w Europie (5 odcinków) – 1983–1986

### Film pełnometrażowy
- Wielka podróż Bolka i Lolka (w oparciu o film powstał 15-odcinkowy serial) – 1977

### Pełnometrażowe filmy montażowe
- Sposób na wakacje Bolka i Lolka – 1986 (powstały z połączenia odcinków serii Bolek i Lolek na wakacjach z 1965–1966)
- Bajki Bolka i Lolka – 1986 (powstały z połączenia odcinków serii Bajki Bolka i Lolka z 1970–1971)
- Bolek i Lolek na Dzikim Zachodzie – 1986[27]

### Filmy edukacyjne z udziałem Bolka i Lolka
- Szerokiej drogi – 1976
- Gdy zapłonie choinka – 1977
- Wystarczy iskierka – 1977
- Zabawa z zapałkami – 1977
- Feralny dzień – 1978
- Jutro będzie lepiej – 1978
- Na strażackim poligonie – 1978
- Z ogniem nie ma żartów – 1978
- Na drodze – 1980

### Film krótkometrażowy
- Kawaler Orderu Uśmiechu (epilog Wielkiej podróży) – 1979[28]

## Książki
Książki opracowane przez Władysława Nehrebeckiego, Leszka Mecha (tekst) i Alfreda Ledwiga (ilustracje) były wydawane w latach 1974–1980.
Serie:
- Biblioteka Przygód Bolka i Lolka (10 tomików) – Wydawnictwo Śląsk

1. Orinoko (1974)
2. Złote miasto Inków (1974)
3. W puszczach Kanady (1975, 1988)
4. Łowcy bizonów (1975, ?)
5. Zwierzęta Serengeti (1975, 1990)
6. Grobowiec faraona
7. W pustyni Gobi (1976)
8. Yeti (1977, 1990)
9. Poławiacze pereł (1979)
10. W stepach Australii (?, 1989)

- Ćwicz razem z nami (3 tomiki) – WSiP

1. cz. 1 (1977, ?, 1980)
2. cz. 2 (1978, 1979)
3. cz. 3 (1980)

- Opowiedz sam (2 tomiki) – Wydawnictwo „Wspólna Sprawa”

1. Psiaczek (1974, 1979)
2. Bolek, Lolek i zwierzęta (1975, 1979)

- Baśnie Bolka i Lolka – Beskidzkie Towarzystwo Społeczno-Kulturalne

1. Królowa Zima (1979)

Kolejne przygody Bolka i Lolka
Po latach wydawnictwo Znak Emotikon zapoczątkowało wydawanie kolejnych książek z przygodami Bolka i Lolka. W 2011 roku ukazały się: Bolek i Lolek. Teatr, Bolek i Lolek. Straszne skutki oglądania telewizji, Bolek i Lolek. Bal przebierańców oraz Nowe przygody Bolka i Lolka. Oprócz tego ukazały się również serie Łamigłówki, Rysuję, Labirynty oraz seria do nauki języka angielskiego, wszystkie autorstwa Elżbiety Lekan.
- Łamigłówki:

1. Bolek i Lolek. Wesołe łamigłówki (2011) ISBN 978-83-240-1536-8
2. Bolek i Lolek. Słoneczne łamigłówki (2011) ISBN 978-83-240-1535-1

- Rysuję:

1. Bolek i Lolek. Rysuję dinozaury (2011) ISBN 978-83-240-1542-9
2. Bolek i Lolek. Rysuję z Bolkiem (2011) ISBN 978-83-240-1539-9
3. Bolek i Lolek. Rysuję z Lolkiem (2011) ISBN 978-83-240-1540-5

- Labirynty:

1. Bolek i Lolek. Przygody w labiryntach (2011) ISBN 978-83-240-1538-2
2. Bolek i Lolek. Podróże w labiryntach (2011) ISBN 978-83-240-1537-5

- Seria do nauki języka angielskiego:

1. Bolek i Lolek. Idziemy do zoo. Angielskie słówka (2011) ISBN 978-83-240-1541-2

Książka Nowe przygody Bolka i Lolka otworzyła z kolei serię opowieści dla dzieci, młodzieży i dorosłych w każdym wieku. Do tej pory ukazały się w niej książki:
1. Nowe przygody Bolka i Lolka (2011)
2. Nowe przygody Bolka i Lolka. Łowcy tajemnic (2012) ISBN 978-83-240-1969-4
3. Nowe przygody Bolka i Lolka. Urodziny (2013) ISBN 978-83-240-1992-2
4. Bolek i Lolek. Genialni detektywi (2014) ISBN 978-83-240-2960-0
5. Bolek i Lolek. Szalony pościg (2015) ISBN 978-83-240-3901-2
6. Nowe przygody Bolka i Lolka. Domowi odkrywcy (2016) ISBN 978-83-240-3932-6

W 2023 potwierdzono nową serię książek Rosnę z Bolkiem i Lolkiem:
1. Bolek i Lolek i piracka przygoda. Bajka o odwadze
2. Bolek i Lolek i zaczarowana lokomotywa. Bajka o kreatywności
3. Bolek i Lolek szukają skarbu. Bajka o wychodzeniu z tarapatów

W tym samym roku zostały wydane 3 książki autorstwa Liliany Fabisińskiej:
1. Bolek i Lolek zdobywają Tatry
2. Bolek i Lolek poznają sekrety lasu
3. Bolek i Lolek odkrywają Bałtyk

## Komiksy
Komiks z udziałem obu bohaterów nie stanowi całości książki. Wszystkie obrazkowe historyjki są ukazane tylko w czasopismach.
- Przygody Bolka i Lolka, „Nasza ojczyzna” nr 6-11/1970
- Bolek i Lolek na Dzikim Zachodzie, „Świat Młodych” nr 6-11/1970
- Tola, „Przyjaciółka” 3 czerwca 1973
- „Bolek i Lolek wyruszają w świat” „Dziennik Łódzki „sobota” od września 1973 do czerwca 1974